# Reda Khiyari
Reda Khiyari (en arabe : رضى الخياري), né le 21 mai 1991 à Kénitra (Maroc), est un joueur de futsal international marocain jouant au poste de gardien de but.

## Biographie

### Carrière en club

#### Avec le Sébou Kénitra (-2017)
Natif de Kénitra, Reda Khiyari se forme au Sebou Kénitra (KACS).

#### Avec la Ville Haute de Kénitra (2017-2020)
Reda Khiyari poursuit sa formation à la Ville Haute de Kénitra (AVHK).
Le 17 novembre 2019, il participe à la finale de la Coupe du Trône face au Fath de Settat à Oujda (défaite, 5-4).

#### Une saison avec le Dynamo Kénitra (2020-2021)
Il quitte l'AVHK en 2020 mais reste à Kénitra en rejoignant le Dynamo Kénitra (ACDK) avec lequel il reste une seule saison. Son club parvient à se maintenir en terminant 10e au classement du championnat.

#### Avec Loukkous Ksar El Kebir (2021-2023)
En octobre 2021, soit juste après avoir disputé la Coupe du monde de futsal de 2021 en Lituanie, il quitte le Dynamo Kénitra pour rejoindre le Club Loukkous Ksar El Kebir (CLKK).
Le 30 mai 2022, il remporte la finale de la Coupe du Trône 2021-22 aux dépens du Chabab Mohammédia après prolongation (5-3).
En mai 2023, il atteint la finale de la Coupe du Maroc après une défaite de 6-2 face à l'AS Faucon d'Agadir à Rabat.

#### RS Berkane (depuis 2023)
Le 26 juillet 2023, il s'engage pour plusieurs saisons à la RS Berkane, promue en D1 marocaine.

### Carrière internationale
Reda Khiyari est régulièrement convoqué en équipe du Maroc depuis 2016.
Il participe en juillet 2016 à un stage de préparation à Agadir avant d'être sélectionné pour la liste finale à la Coupe du monde de futsal de 2016 en Colombie. Son groupe est alors composé de l'Espagne, de l'Azerbaïdjan et de l'Iran. Le Maroc termine dernier de sa poule avec aucun point et est aussitôt éliminé de la compétition,.
Il est sélectionné par Dguig pour participer à la Coupe arabe de futsal 2022 qui a lieu en Arabie Saoudite au mois de juin 2022. Les Marocains parviennent à conserver leur titre en s'imposant en finale face aux Irakiens (3-0). Le 3 juillet 2022, au retour des Marocains dans le pays, Reda Khiyari, présent lors d'un événement d'hommage à l'équipe nationale de futsal à Kénitra avec la présence de Hicham Dguig, salue les performances du sélectionneur et l’esprit d’abnégation de l’ensemble des joueurs.
Après la Coupe arabe, Reda Khiyari prend part avec la sélection à la Coupe des confédérations de futsal en Thaïlande durant le mois de septembre 2022. Le Maroc remporte le tournoi pour la première fois, en s'imposant en finale face à l'Iran,.
Il est sélectionné pour participer au mois de mars 2023 à deux doubles confrontations amicales, contre l'Irak et l'Estonie,. Il participe à la première rencontre face à l'Irak (victoire marocaine, 5-2) et réalise un clean-sheet lors du premier match contre l'Estonie (victoire marocaine, 11-0).
Le mois qui suit, Hicham Dguig le convoque pour participer à un tournoi international organisé par la FRMF qui voit la participation de la France, la Croatie et le Japon. Bien que dans le groupe, le sélectionneur ne le fait pas jouer, préférant aligner Mohammed Cheridou.
Il est sélectionné pour participer à la Coupe arabe du 6 au 16 juin 2023 à Djeddah (Arabie saoudite). Il s'offre un but en quart de finale face à l'Arabie saoudite (victoire marocaine, 5-2) et marque aussi en finale contre le Koweït dans un match qui se termine sur une victoire en faveur du Maroc (7-1) qui s'offre ainsi son 3e titre de la compétition. Khiyari participe à toutes les rencontres du tournoi et  parvient à garder sa cage inviolée sur deux matchs (contre les Comores et le Liban),.

### Statistiques détaillées en club
Le tableau suivant recense les statistiques de Reda Khiyari :
| Saison                | Club                  | Championnat           | Championnat | Championnat | Championnat | Coupe(s) nationale(s) | Coupe(s) nationale(s) | Coupe(s) nationale(s) | Total | Total | Total |
| Saison                | Club                  | Division              | M.          | B.          | P.d.        | M.                    | B.                    | P.d.                  | M.    | B.    | P.d.  |
| 2021-2022             | CL Ksar El Kebir      | Division 1            | -           | -           | -           | -                     | -                     | -                     | 0     | 0     | 0     |
| 2022-2023             | CL Ksar El Kebir      | Division 1            | 15          | 1           | 1           | -                     | -                     | -                     | 15    | 1     | 1     |
| Sous-total            | Sous-total            | Sous-total            | -           | -           | -           | -                     | -                     | -                     | 0     | 0     | 0     |
| Total sur la carrière | Total sur la carrière | Total sur la carrière | -           | -           | -           | -                     | -                     | -                     | 0     | 0     | 0     |

## Palmarès
| VH Kénitra :                           | CL Ksar El Kebir (1) :                                                                                        | Maroc (9) : |
| -------------------------------------- | --- | --- |
| - Coupe du Trône - Finaliste : 2018-19 | - Championnat du Maroc - Vice-champion : 2022-23 - Coupe du Trône - Vainqueur : 2020-21 - Finaliste : 2021-22 | - Coupe d'Afrique des nations (3) - Champion : 2016, 2020 et 2024 - Tournoi international de Poreč (1) - Vainqueur : 2020 - Coupe arabe des nations (3) - Champion : 2021, 2022 et 2023 - Coupe des confédérations (1) - Champion : 2022 - Tournoi international de Rabat (1) - Vainqueur : 2023, |

### Distinctions individuelles
- 2019 : Meilleur gardien du Tournoi international de Changshu[24]
- 2020 : Meilleur gardien de la Coupe d'Afrique des nations 2020[25]
- 2021 : Meilleur gardien de la Coupe arabe des nations 2021[26]